# Hal Greer
Harold Everett "Hal" Greer (Huntington, Virginia Occidental; 26 de junio de 1936-14 de abril de 2018) fue un baloncestista estadounidense que disputó 15 temporadas en la NBA. Con 1,88 de estatura, su puesto natural en la cancha era el de base.

## Trayectoria deportiva

### Universidad
Disputó la competición de la NCAA con la Universidad de Marshall, donde fue el primer atleta de raza negra. En 71 partidos con los Thundering Herd promedió 19,4 puntos y 10,8 rebotes, siendo elegido en dos ocasiones en el mejor quinteto de su conferencia.

### NBA
Fue elegido en el draft de la NBA en segunda ronda, en la sexta posición, por los Syracuse Nationals, en el año 1958, en cuyo equipo pasó sus 15 temporadas como profesional. Se trasladaron en 1963 a Filadelfia, cambiando el nombre del equipo por el de Philadelphia 76ers, y fue en esa época en la que coincidió con uno de los grandes, Wilt Chamberlain, con el que ganó el anillo de campeón de la NBA en 1967. Fue seleccionado para jugar el All-Star Game en 10 ocasiones, siendo en la edición de 1968 la más destacada, logrando ser MVP del partido y consiguiendo un récord de 19 puntos en un solo cuarto.
Abandonó la competición profesional en 1971, a la edad de 34 años. Su número, el 15, fue retirado por los Sixers como homenaje a su carrera deportiva.

## Estadísticas de su carrera en la NBA
|  | Denota temporada en la que Greer ganó un Campeonato de la NBA |
|  | Líder de la liga                                              |

### Temporada regular
| Temp.    | Equipo       | PJ   | MPP  | %TC  | %TL  | RPP | APP | PPP  |
| -------- | ------------ | ---- | ---- | ---- | ---- | --- | --- | ---- |
| 1958–59  | Syracuse     | 68   | 23.9 | .454 | .778 | 2.9 | 1.5 | 11.1 |
| 1959–60  | Syracuse     | 70   | 28.3 | .476 | .783 | 4.3 | 2.7 | 13.2 |
| 1960–61  | Syracuse     | 79   | 35.0 | .451 | .774 | 5.8 | 3.8 | 19.6 |
| 1961–62  | Syracuse     | 71   | 38.1 | .447 | .819 | 7.4 | 4.4 | 22.8 |
| 1962–63  | Syracuse     | 80   | 32.9 | .464 | .834 | 5.7 | 3.4 | 19.5 |
| 1963–64  | Philadelphia | 80   | 39.5 | .444 | .829 | 6.1 | 4.7 | 23.3 |
| 1964–65  | Philadelphia | 70   | 37.1 | .433 | .811 | 5.1 | 4.5 | 20.2 |
| 1965–66  | Philadelphia | 80   | 41.6 | .445 | .804 | 5.9 | 4.8 | 22.7 |
| 1966–67  | Philadelphia | 80   | 38.6 | .459 | .788 | 5.3 | 3.8 | 22.1 |
| 1967–68  | Philadelphia | 82   | 39.8 | .478 | .769 | 5.4 | 4.5 | 24.1 |
| 1968–69  | Philadelphia | 82   | 40.4 | .459 | .796 | 5.3 | 5.0 | 23.1 |
| 1969–70  | Philadelphia | 80   | 37.8 | .455 | .815 | 4.7 | 5.1 | 22.0 |
| 1970–71  | Philadelphia | 81   | 37.8 | .431 | .805 | 4.5 | 4.6 | 18.6 |
| 1971–72  | Philadelphia | 81   | 29.8 | .449 | .774 | 3.3 | 3.9 | 11.8 |
| 1972–73  | Philadelphia | 38   | 22.3 | .392 | .821 | 2.8 | 2.9 | 5.6  |
| Total    | Total        | 1122 | 35.5 | .452 | .801 | 5.0 | 4.0 | 19.2 |
| All-Star | All-Star     | 10   | 20.7 | .461 | .703 | 4.5 | 2.8 | 12.0 |

### Playoffs
| Temp. | Equipo       | PJ | MPP  | %TC  | %TL  | RPP | APP | PPP  |
| ----- | ------------ | -- | ---- | ---- | ---- | --- | --- | ---- |
| 1959  | Syracuse     | 9  | 30.8 | .419 | .813 | 5.2 | 2.2 | 11.6 |
| 1960  | Syracuse     | 3  | 28.0 | .512 | .750 | 4.7 | 3.3 | 15.7 |
| 1961  | Syracuse     | 8  | 29.0 | .387 | .825 | 4.1 | 2.4 | 14.4 |
| 1962  | Syracuse     | 1  | 5.0  | –    | –    | 0.0 | 0.0 | 0.0  |
| 1963  | Syracuse     | 5  | 42.8 | .506 | .829 | 5.4 | 4.2 | 23.4 |
| 1964  | Philadelphia | 5  | 42.2 | .389 | .846 | 5.6 | 6.0 | 21.4 |
| 1965  | Philadelphia | 11 | 45.9 | .455 | .793 | 7.4 | 5.0 | 24.6 |
| 1966  | Philadelphia | 5  | 45.2 | .352 | .783 | 7.2 | 4.2 | 16.4 |
| 1967  | Philadelphia | 15 | 45.9 | .429 | .797 | 5.9 | 5.3 | 27.7 |
| 1968  | Philadelphia | 13 | 42.5 | .432 | .856 | 6.1 | 4.2 | 25.8 |
| 1969  | Philadelphia | 5  | 40.8 | .321 | .778 | 6.0 | 4.6 | 16.0 |
| 1970  | Philadelphia | 5  | 35.6 | .446 | .846 | 3.4 | 5.4 | 15.4 |
| 1971  | Philadelphia | 7  | 37.9 | .438 | .750 | 3.6 | 4.7 | 17.9 |
| Total | Total        | 92 | 39.6 | .425 | .812 | 5.5 | 4.3 | 20.4 |

## Logros personales
- Elegido en 7 ocasiones en el segundo mejor quinteto de la liga.
- 10 veces All Star (MVP en 1968).
- Elegido como uno de los 50 mejores jugadores de la historia de la NBA en 1996.
- Miembro del Basketball Hall of Fame desde 1982.
- En su localidad natal hay una calle con su nombre, llamada Hal Greer Boulevard.
- Elegido en el Equipo del 75 aniversario de la NBA en 2021.